# Nowa Karczma (gmina)
Nowa Karczma est une gmina rurale du powiat de Kościerzyna, Poméranie, dans le nord de la Pologne. Son siège est le village de Nowa Karczma, qui se situe environ 15 km à l'est de Kościerzyna et 39 km au sud-ouest de la capitale régionale Gdańsk.
La gmina couvre une superficie de 113,33 km2 pour une population de 6 288 habitants.

## Géographie
La gmina inclut les villages de Będomin, Grabówko, Grabowo Kościerskie, Grabowska Huta, Guzy, Horniki, Horniki Dolne, Horniki Górne, Jasionowa Huta, Jasiowa Huta, Kamionki, Liniewko Kościerskie, Lubań, Lubieszynek, Nowa Karczma, Nowe Horniki, Nowy Barkoczyn, Olszowy Kiesz, Rekownica, Skrzydłówko, Skrzydłowo, Śledziowa Huta, Stary Barkoczyn, Szatarpy, Szpon, Sztofrowa Huta, Szumleś Królewski, Szumleś Szlachecki, Wielki Kamień, Zielona Wieś et Zimne Zdroje.
La gmina borde les gminy de Kościerzyna, Liniewo, Przywidz, Skarszewy et Somonino.